# Джай Бхім (фільм)
«Джай Бхім» (англ. Jai Bhim, там. ஜெய் பீம்) — кримінальна драма 2021 року, знята тамільською мовою індійським режисером і сценаристом Т. Дж. Гнанавелем та компанією 2D Entertainment (продюсери Джьотхіка Сараванан і Сур'я Шівакумар).
Назва фільму — це гасло (і привітання) послідовників індійського політика, лідера «недоторканних» та першого міністра юстиції Індії Бхімрао Рамджі Амбедкара, що буквально перекладається як «Перемога для Бхіма» (або «Хай живе Бхім» чи «Вітання Бхіму»).
Головні ролі у фільмі зіграли актори: Сур'я Шівакумар, Ліджомол Хосе, К. Манікандан, а також Раджіша Віджаян, Пракаш Радж, Гуру Сомасундарам та Рао Рамеш — у ролях другого плану.

## Сюжет
Фільм «Джай Бхім» розповідає про упередженість поліції та насильство з боку держави проти маргіналізованої касти. Сюжет заснований на реальній судовій справі 1993 року, яку веде суддя К. Чандру: представник південноіндійського етносу ірула, Раджаканну, зникає з поліційної дільниці після свого арешту; його дружина Сенгені (в реальній історії її ім'я Парватхі) звертається за допомогою до адвоката Чандру, який стикається з корумпованим правосуддям, що намагається зам'яти цю справу.

## Виробництво
Зйомки фільму розпочалися у квітні 2021 року в місті Ченнай та на гірській станції Кодайканал, але були зупинені через пандемію COVID-19, і відновилися та завершилися в липні-вересні 2021 року (знімали в горах Мегхамалай, Муннарі в Кералі тощо). Музику до фільму написав тамільський композитор Шон Ролдан.
Виконавці головних ролей, Манікандан і Ліджомол Хосе, протягом двох місяців жили з племенами в  Сенчі (в районі Віллупурам), щоби дізнатися, як вони полюють, працюють, їдять і так далі.
У фільмі використані фотографії та бюсти Карла Маркса, Амбедкара, Періяра і Леніна, через захоплення ними судді Чандру.
Фільм «Джай Бхім» випущений на Amazon Prime Video 2 листопада 2021 року, напередодні головного індійського свята Дівалі.

## Сприйняття
Фільм отримав загальне визнання критиків, які високо оцінили сценарій, акторську гру, режисуру та соціальний посил, а кілька видань зарахували фільм до числа найкращих тамільських та індійських фільмів 2021 року.
На сайті агрегатора рецензій Rotten Tomatoes фільм має рейтинг «свіжості» 100 % на основі 7 оглядів (оцінка критиків 7,5/10, оцінка глядачів 4,8/5).
Станом на 1 березня 2024 року фільм займає 224-те місце у списку найрейтинговіших фільмів IMDb (наприкінці 2021 року, після свого виходу, фільм посідав 140-ве місце).